# Anomiopus smaragdinus
Anomiopus smaragdinus là một loài bọ cánh cứng trong họ Bọ hung (Scarabaeidae).